# Ågestavägen

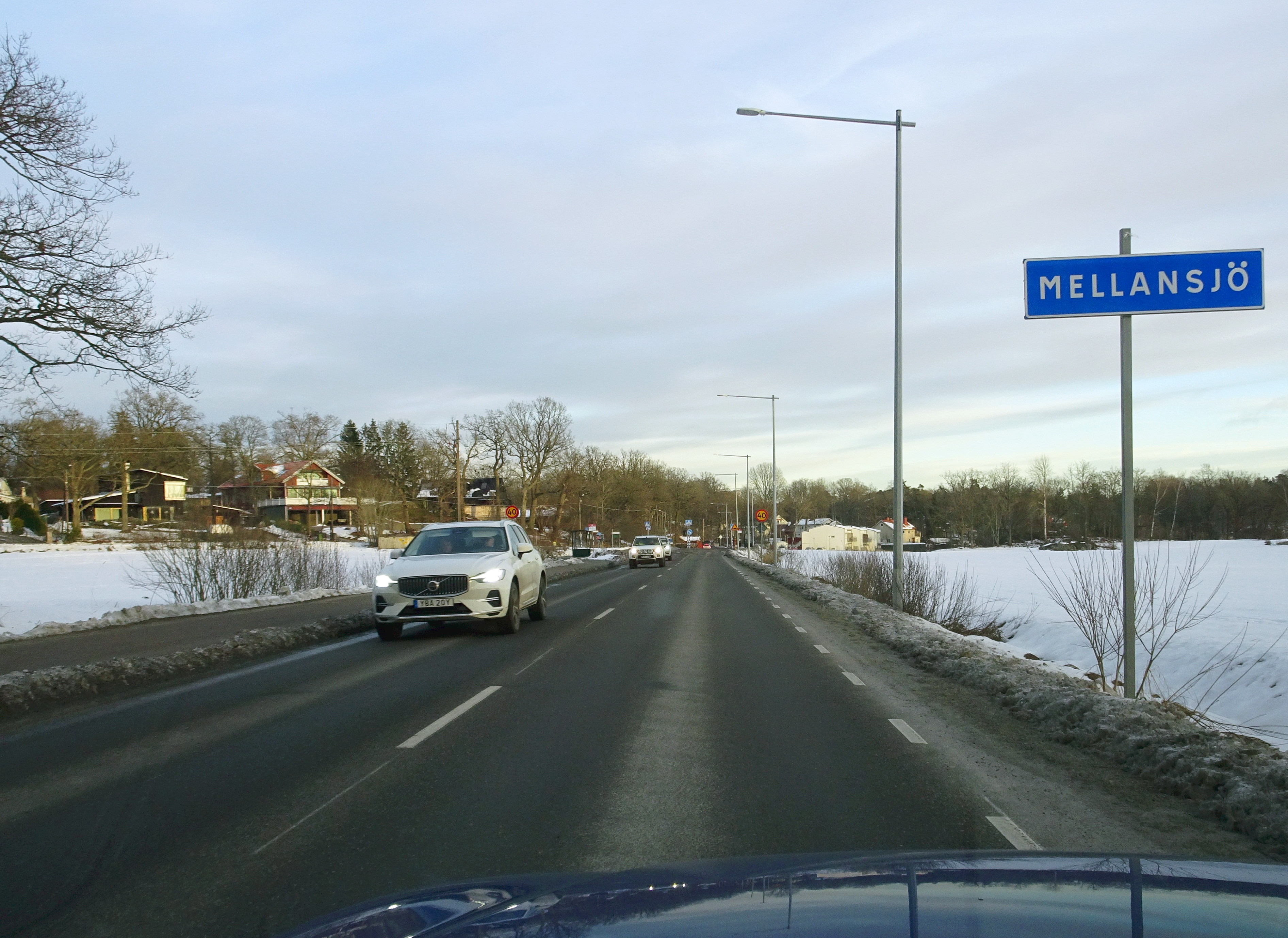
Ågestavägen österut vid Mellansjö, 2022.

Ågestavägen är en gata i Huddinge kommun. Vägen sträcker sig i kommunens nordvästra del mellan Huddingevägen i väster och Ågesta broväg i öster och är cirka 5,5 kilometer lång. Vid Ågestavägen ligger Trehörningen, Ågestasjön och Kynäsberget samt kommundelarna Stuvsta och Högmora.

## Historik

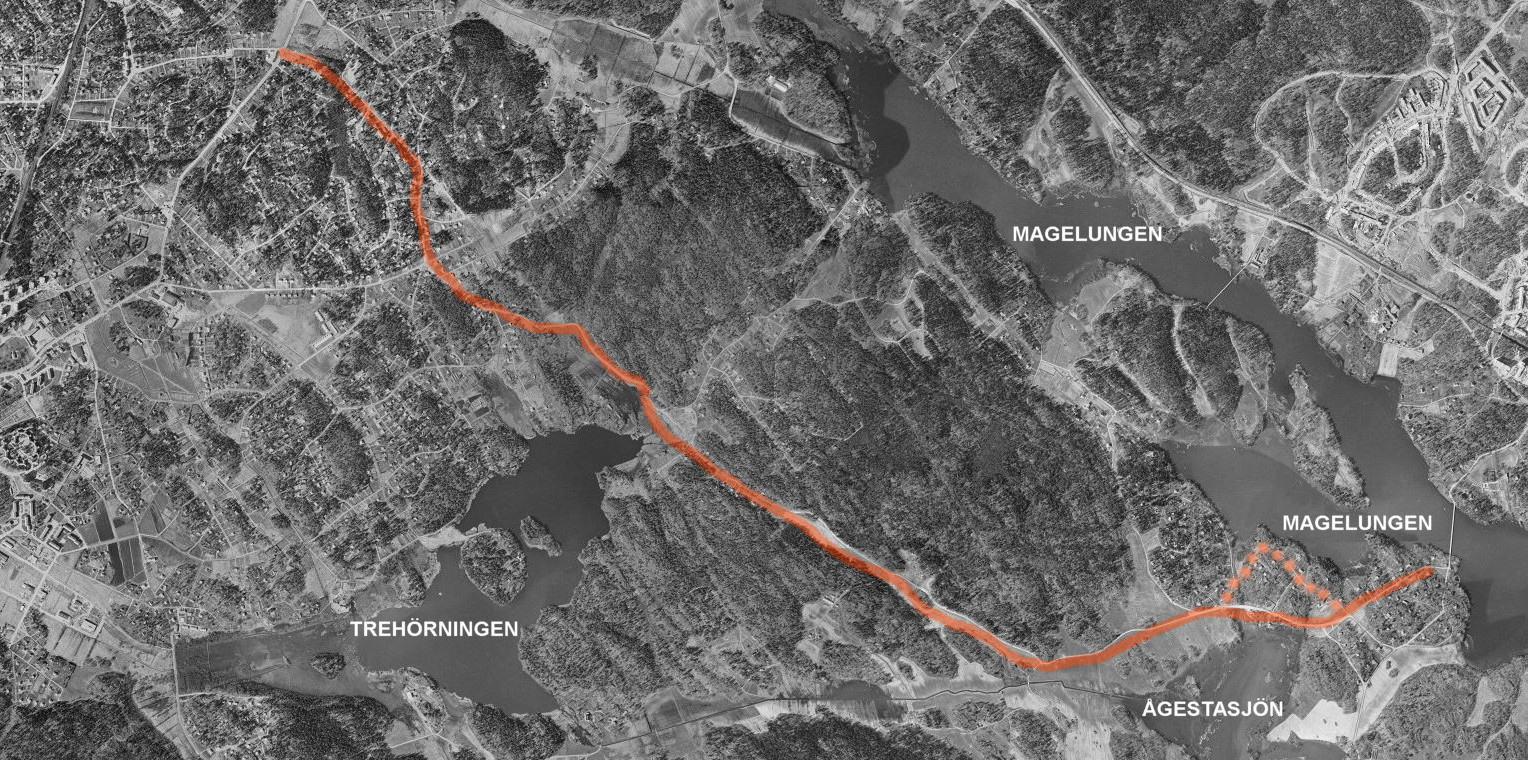
Ågestavägens sträckning på 1960-talet.

Ågestastenen (Södermanlands runinskrifter 301) vittnar om att redan på 1000-talet fanns här en vikingatida färdväg som korsade vattendraget (dagens Norrån) mellan Magelungen och Ågestasjön. Ågestavägen har sitt namn efter Ågesta gård som första gången omnämns i skrift på 1330-talet. Då testamenterade Kaniken Brynolf i Strängnäs sin kåpa till Christine i Agastum.  
Ågestavägens föregångare anlades i den långsmala dalgången som sträcker sig mellan Trehörningen och Ågestasjön. Dagens Ågestavägen skapades genom flera uträtningar och breddningar av äldre lands- och byvägar och fick sin nuvarande form först på 1960-talet. Äldre vägavsnitt finns kvar som lokalgator, exempelvis Sofiebergsvägen i Stuvsta och Norråvägen – Länsvägen i Stora Mellansjö. Här finns även Ågesta gamla bro över Norrån bevarad. Ågestavägens mellersta avsnitt genom Högmora har haft ungefär samma sträckning sedan 1800-talet, dock som slingrande grusväg vilken fick vara kvar som gång- och cykelväg när den nya, raka vägen anlades söder om den gamla.
Ännu på 1970-talet gick Ågestavägen över Ågestabron och slutade i norr vid Nynäsvägen. Den delen namnändrades på 1980-talet till Ågesta broväg. Mellersta avsnittet genom Högmora och Myrängen saknade namn på 1940-talet medan anslutningen till Huddingevägen kallades åter igen Ågestavägen. Enligt stadsplanen från 1944 skulle korsningen med Huddingevägen utformas som cirkulationsplats.

## Bilder

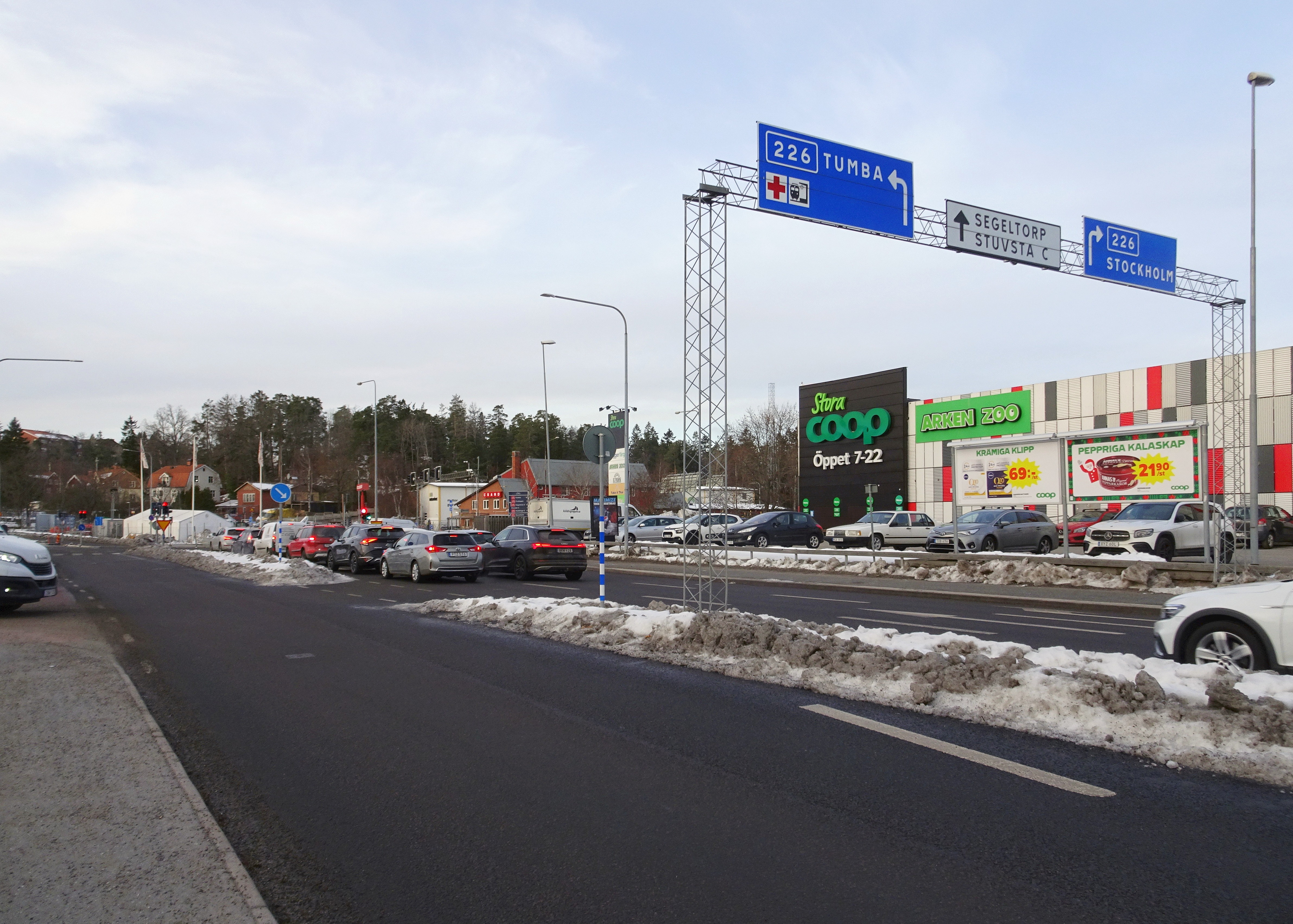
Korsningen Ågestavägen / Huddingevägen / Stuvstaleden, sedd från Ågestavägen.
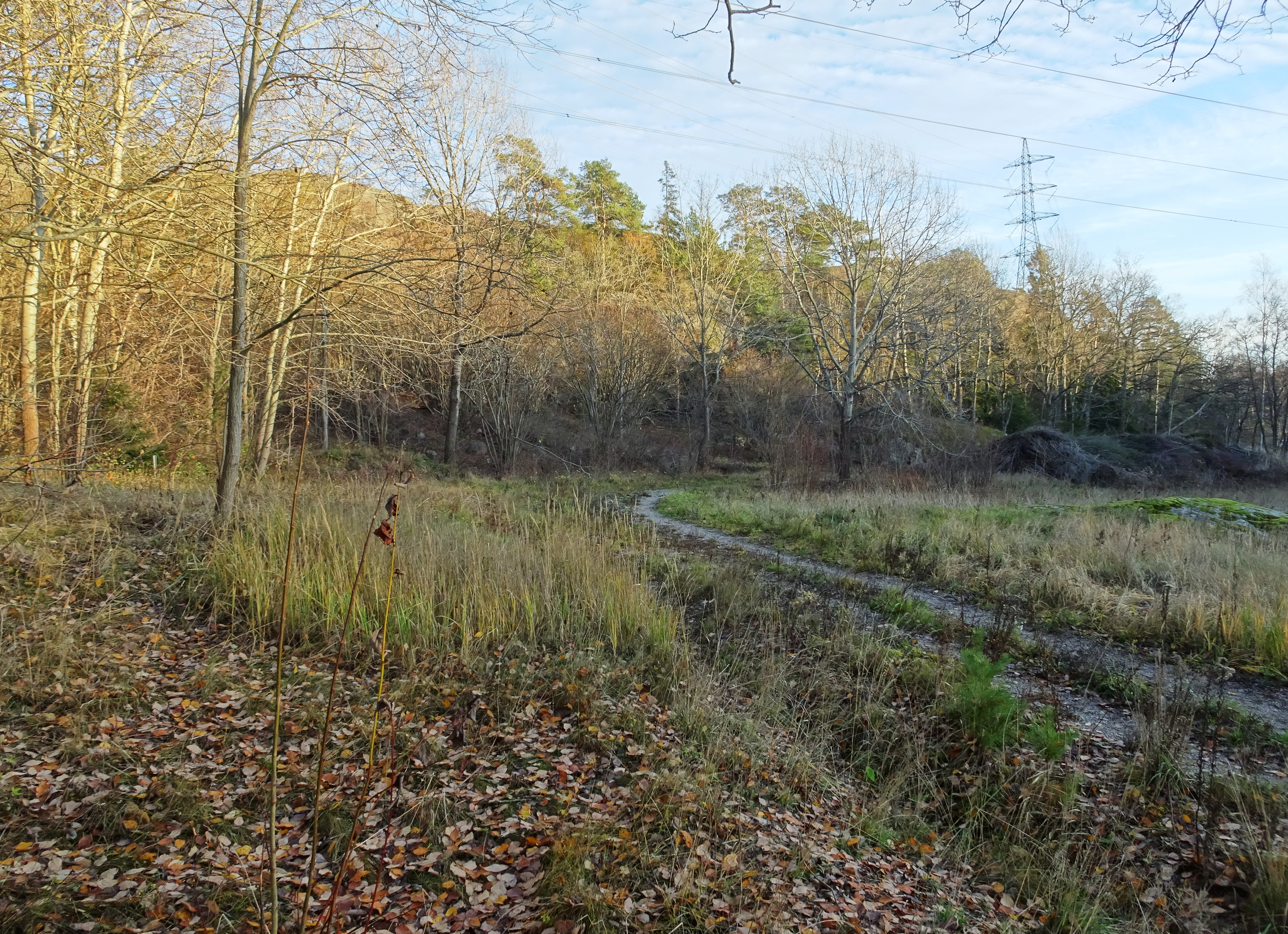
Gamla vägsträckningen nedanför Kynäsberget.
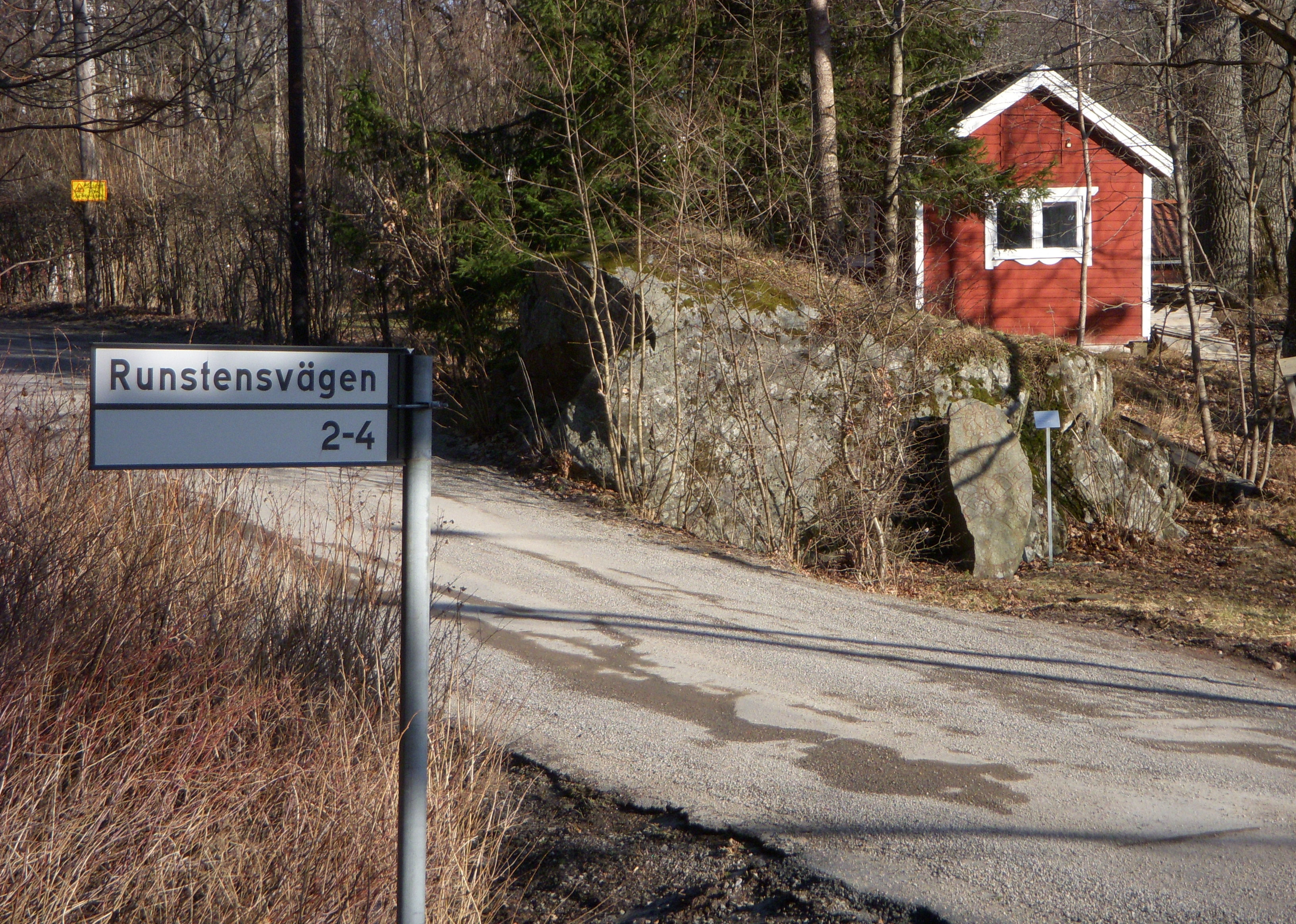
Gamla sträckningen vid Ågestastenen. Stenen syns i bakgrunden till höger.
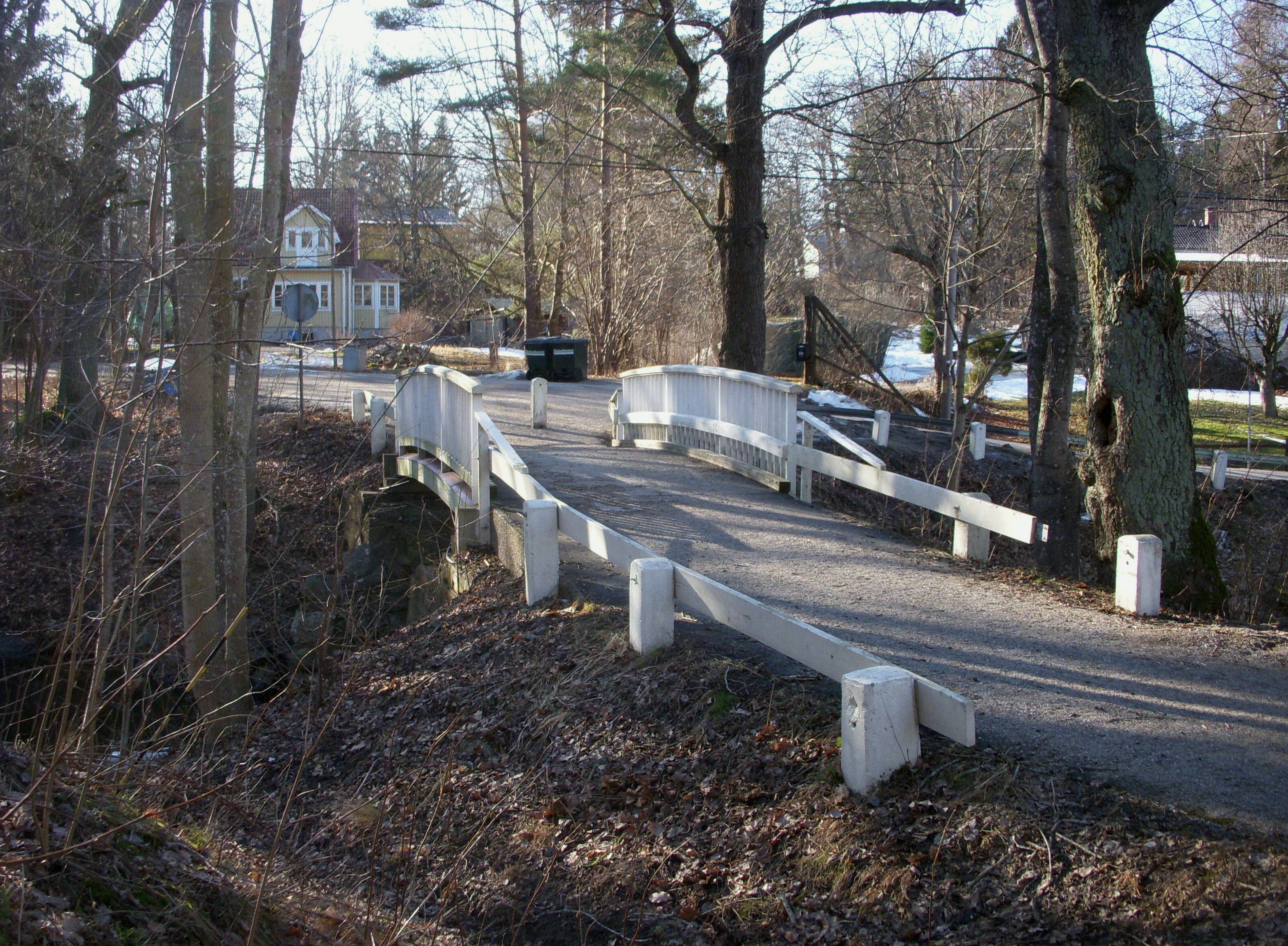
Gamla sträckningen med gamla stenbron över Norrån.
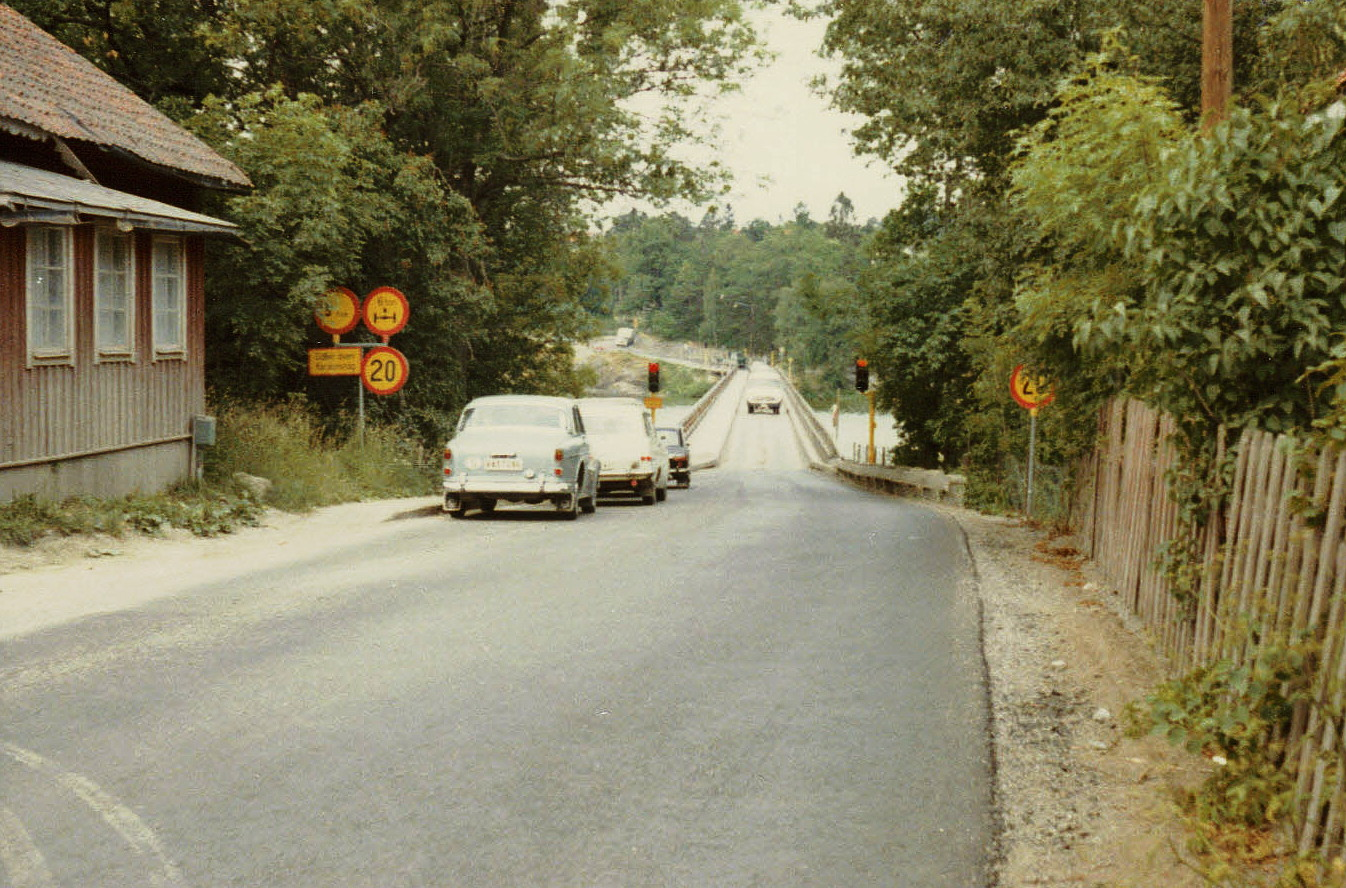
Gamla Ågestabron från Huddingesidan 1967 med dåvarande Ågestavägen.